# Pedro Murillo
Pedro Murillo Villar (ur. 20 marca 1962) – peruwiański zapaśnik walczący w obu stylach. Zajął piąte na igrzyskach panamerykańskich w 1991 siódme w 1987. Czwarty na mistrzostwach panamerykańskich w 1986 i 1989. Trzykrotnie na podium igrzysk boliwaryjskich, srebrny medalista w 1989. Zdobył trzy medale na igrzyskach Ameryki Południowej w 1986 i 1990, a także sześć medali na mistrzostwach Ameryki Południowej w latach 1983 - 1990 roku.